# Kioku ni gozaimasen!
Kioku ni gozaimasen! (記憶にございません!?), noto anche con il titolo internazionale Hit Me Anyone One More Time, è un film del 2019 scritto e diretto da Kōki Mitani.

## Trama
Keisuke Kuroda si sveglia in un letto d'ospedale con una amnesia totale, verificatasi dopo che gli era stato lanciato un sasso da un cittadino infervorato. Poco dopo scopre da Isaka, il suo segretario, che in realtà è il primo ministro del Giappone, e che il suo tasso di gradimento è praticamente inesistente. Keisuke, pur non ricordandosi assolutamente nulla, cerca di mantenere segreta la notizia e di aumentare la propria popolarità, mediante riforme necessarie e corrette.

## Distribuzione
In Giappone l'opera è stata distribuita dalla Toho a partire dal 13 settembre 2019.